# Worcester (condado de Washington)
Worcester es un lugar designado por el censo ubicado en el condado de Washington en el estado estadounidense de Vermont. En el año 2010 tenía una población de 112 habitantes.

## Geografía
Worcester se encuentra ubicado en las coordenadas 44°22′23.61″N 72°33′1″O / 44.3732250, -72.55028.